# دارکوب سینه‌زرشکی
دارکوب سینه زرشکی (نام علمی: Dendrocopos cathpharius) نام یک گونه از زیرخانواده دارکوبیان است.
این گونه در بنگلادش، بوتان، هند، لائوس، نپال، تایلند، و ویتنام یافت می‌شود. زیستگاه طبیعی آن زمین‌های مرطوب گرمسیری یا استوایی و جنگل است.